# Eddie Pollack
Eddie Pollack of Pollock (9 mei 1899 - juni 1955) was een Amerikaanse jazz-saxofonist (altsaxofoon en baritonsaxofoon), klarinettist en zanger.
Pollack speelde in de jaren twintig en dertig saxofoon in allerlei bands in vooral Chicago, waaronder die van Erskine Tate, Detroit Shannon, Jimmie Noone en Carl White. Veel van de groepen waarin hij actief was hebben nooit opgenomen, maar zijn spel is wel te horen op platen van Noone, Ma Rainey en Al Jolson. Hij leidde zelf verschillende huisbands in Chicago en omgeving.